# 下山門団地
下山門団地（しもやまとだんち）は、福岡県福岡市西区にある地名。現行の行政地名は、下山門団地（丁目の設定がない単独町名）であり、全域が住居表示実施済区域である。面積は約18.31ヘクタール。2022年10月末現在の人口は2,890人。郵便番号は819-0051。

## 地理
福岡市の都心部とされる中央区 天神等の西側約8.5キロメートル、福岡市西区のやや東部、福岡平野の西部、十郎川の西方に位置する。北西で生の松原と、東で下山門と、南で上山門と隣接する。土地利用は主に住宅地となっている。

### 都市計画
都市計画に関しては、「福岡市都市計画マスタープラン」において定められた方針については次のとおりである。下山門団地については、大規模な住宅団地などの中層住宅や高層住宅で形成される「中高層住宅ゾーン」に位置付けられ、良好な住環境の保全・形成に対する適切な対応などがまちづくりの視点とされている。用途地域については次のとおりである。下山門団地の全ての範囲が第一種中高層住居専用地域に指定されている。

## 語源
南北朝時代から戦国時代に見える筑前国早良郡の荘園名「山門荘」に因む。「山戸」とも書く。1441年（嘉吉元年）6月に宗貞盛は当荘上下代官職及び荘内150町を宗左衛門尉に宛がっており、「山門荘」が上下の地区に分割されていたことがわかる。現在の町名「下山門団地」は、福岡市により住宅団地である市営住宅が建設されたのちの1976年（昭和51年）からのものである。

## 歴史
かつては生の松原に隣接する水田地帯であったが、福岡市により市営住宅が建設され、下山門団地の主要部分は「福岡市営下山門住宅」となった。これに伴い、中央部には公共・公益施設、商業施設等が立地した。次の経緯で現在は合計55棟1,896戸からなる大規模住宅団地となっている。
- 昭和47年度及び48年度に建設された鉄筋コンクリート造5階建て49棟1,640戸
- 平成7から15年度までに建設された6～9階建て6棟256戸

その後、平成14年度から24年度までに、鉄筋コンクリート造5階建ての住棟のうち870戸について全面的改善事業が実施された。
今後、これら以外の鉄筋コンクリート造5階建て21棟770戸は、建物の老朽化が著しく、エレベーターが設置されていないことなどから、現在、建替事業が実施されている。事業完了後の住宅は、鉄筋コンクリート造8階から14階建て、11棟、約770戸の予定となっている。

## 人口
下山門団地の人口の推移を福岡市の住民基本台帳（公称町別）に基づき示す（単位：人）。集計時点は各年9月末現在である。町内の大部分を占める市営住宅において顕著である住民の高齢化に伴い、人口の減少が続いている。
- 2001年 （平成13年）：4,473
- 2002年 （平成14年）：4,389
- 2003年 （平成15年）：4,255
- 2004年 （平成16年）：4,201
- 2005年 （平成17年）：4,149
- 2006年 （平成18年）：4,087
- 2007年 （平成19年）：4,036
- 2008年 （平成20年）：3,934
- 2009年 （平成21年）：3,835
- 2010年 （平成22年）：3,727
- 2011年 （平成23年）：3,643
- 2012年 （平成24年）：3,597
- 2013年 （平成25年）：3,621
- 2014年 （平成26年）：3,591
- 2015年 （平成27年）：3,458
- 2016年 （平成28年）：3,412
- 2017年 （平成29年）：3,359
- 2018年 （平成30年）：3,228
- 2019年 （令和元年）：3,121
- 2020年 （令和2年）：3,060
- 2021年 （令和3年）：3,013
- 2022年 （令和4年）：2,901

## 交通

### 道路
主な幹線道路は次の通り。

#### 高速道路
高速道路 （国土交通大臣指定に基づく高規格幹線道路（一般国道の自動車専用道路） ）としては、南方面に西九州自動車道 （愛称：今宿道路 ）が通っており、町外ではあるが、最寄りの出入り口は次のとおりである。
- 福岡西料金所 （拾六町インターチェンジに併設）

#### 都市高速道路
都市高速道路としては、東方面に福岡高速道路の福岡高速環状線が通っており、町外ではあるが、最寄りの出入り口は次のとおりである。
- 石丸入口 （石丸二丁目）及び福重出口 （福重三丁目）

#### 市道
福岡市が管理する市道の主要なものは次のとおりである。
- 下山門拾六町1号線
- 下山門拾六町2号線（北端のみ接続）
- 下山門1号線
- 下山門598号線（下山門拾六町2号線の北端に接続し、町内の中央を南北に縦断し、JR下山門駅に至る。）

主な幹線道路の写真
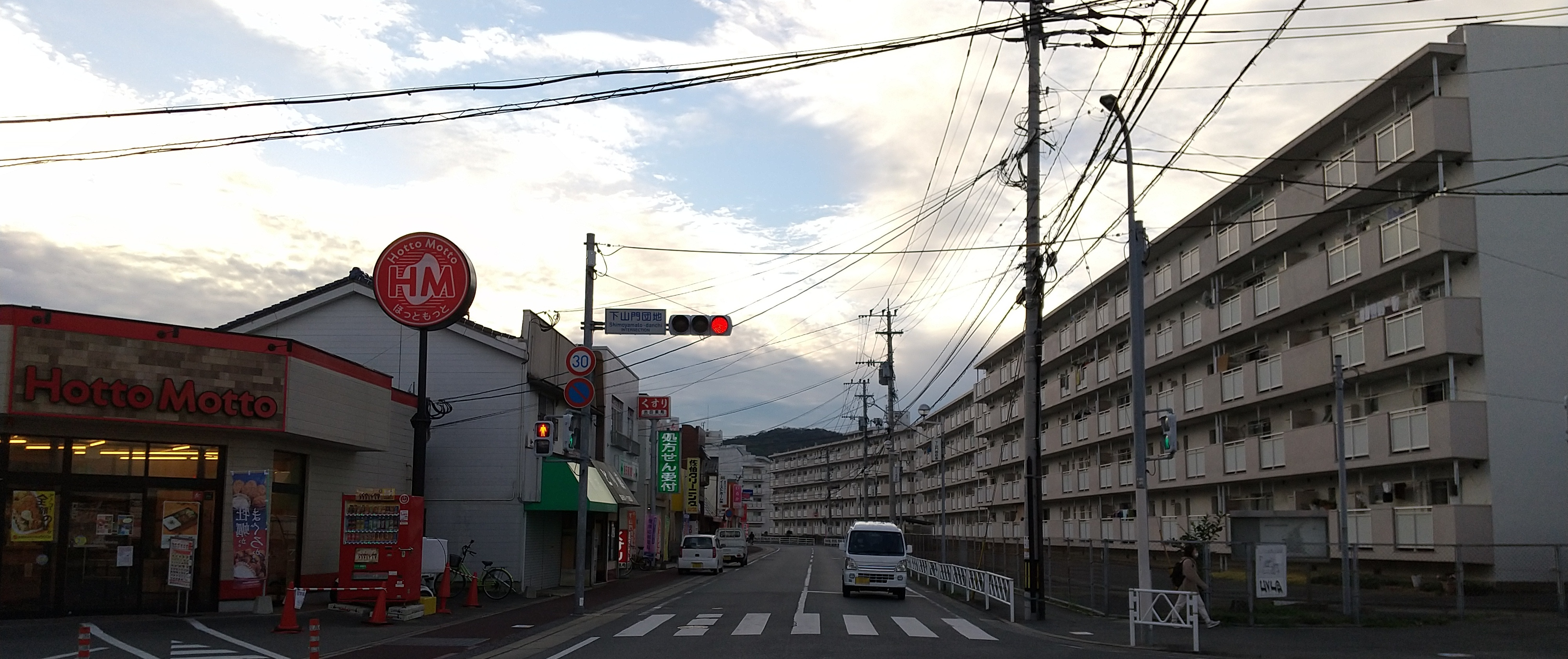
下山門1号線、下山門団地交差点の西側（左：上山門一丁目、右：下山門団地）
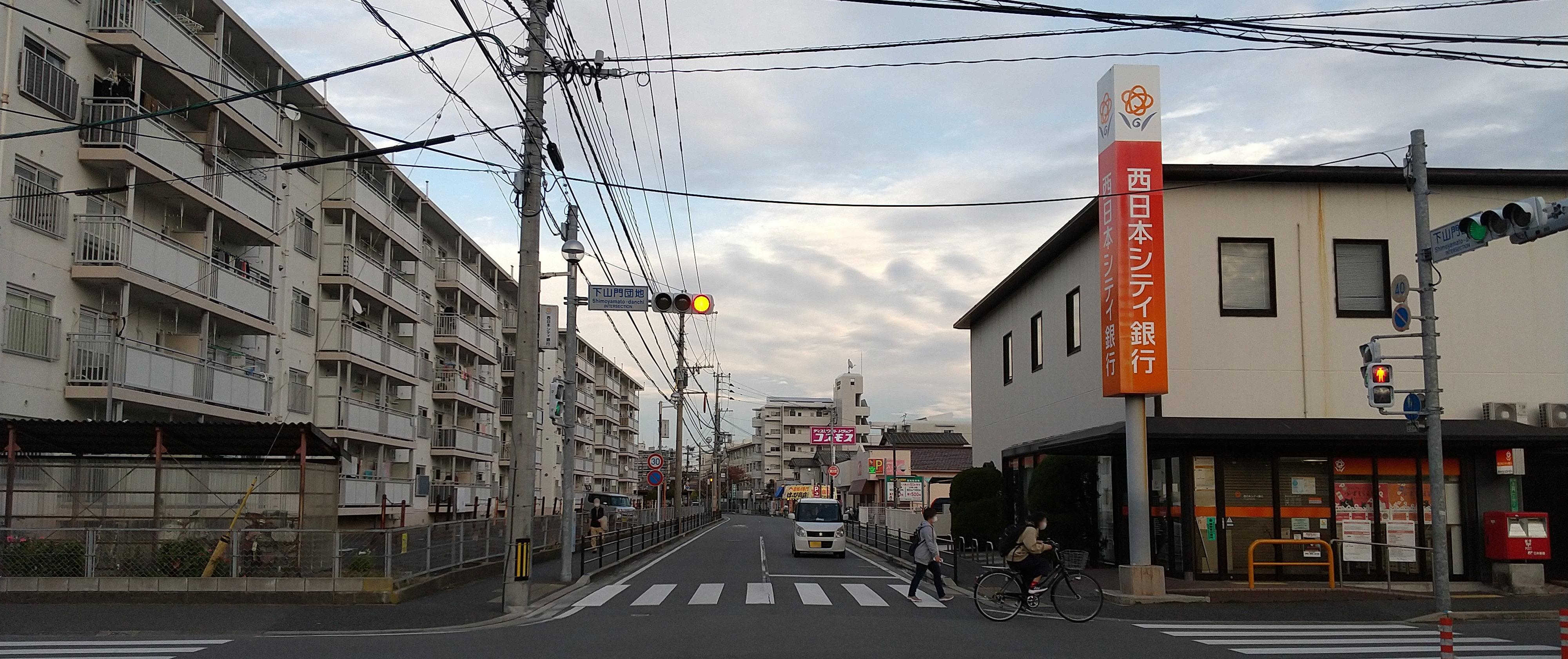
下山門1号線、下山門団地交差点の東側（左：下山門団地、右：上山門一丁目）
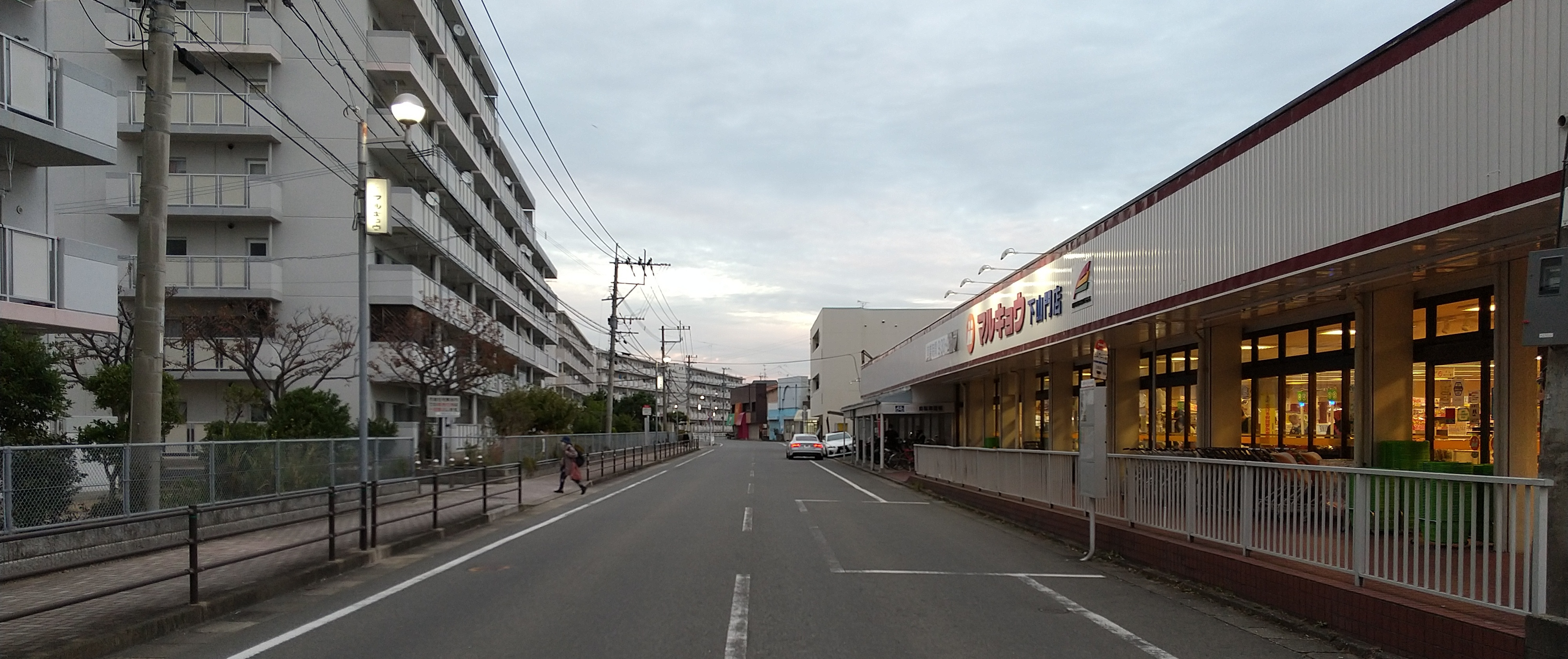
下山門1号線、下山門団地西交差点の東側（左：下山門団地、右：上山門二丁目）
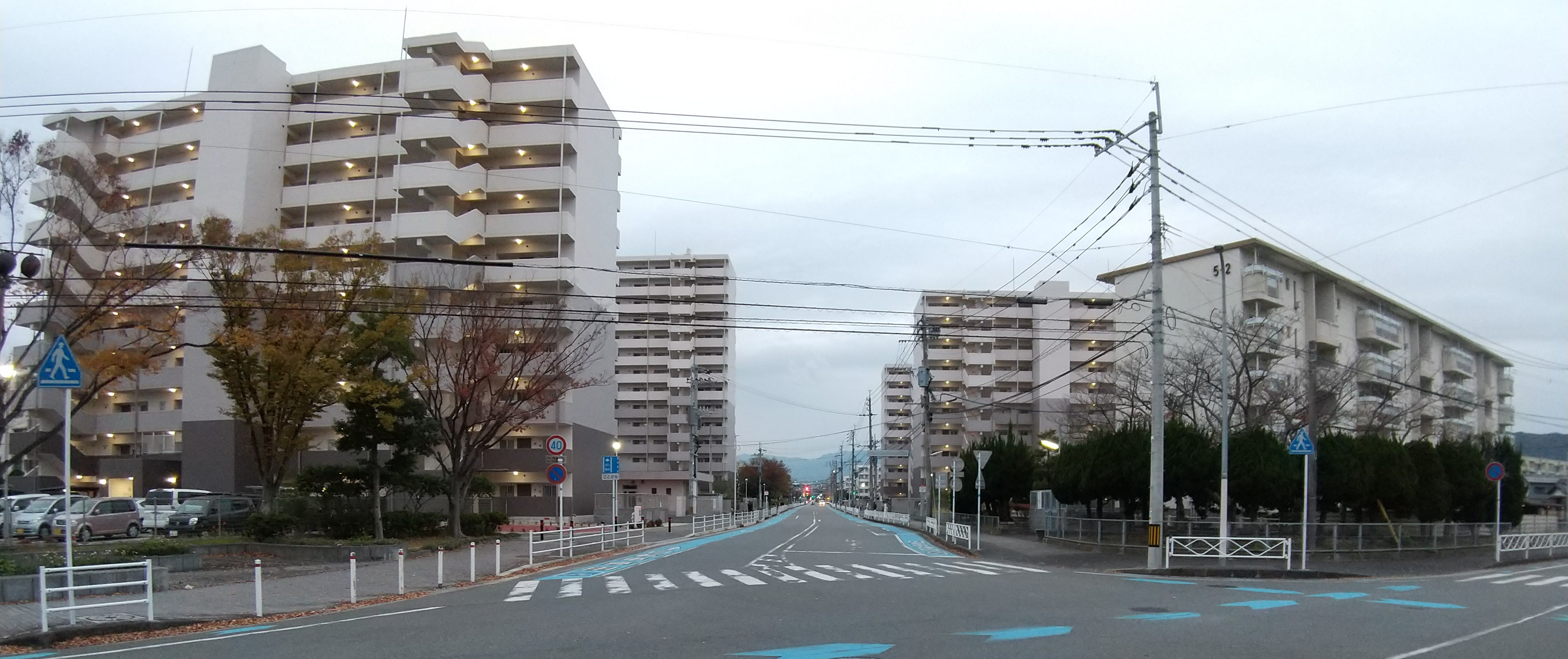
下山門598号線、壱岐神社の南側
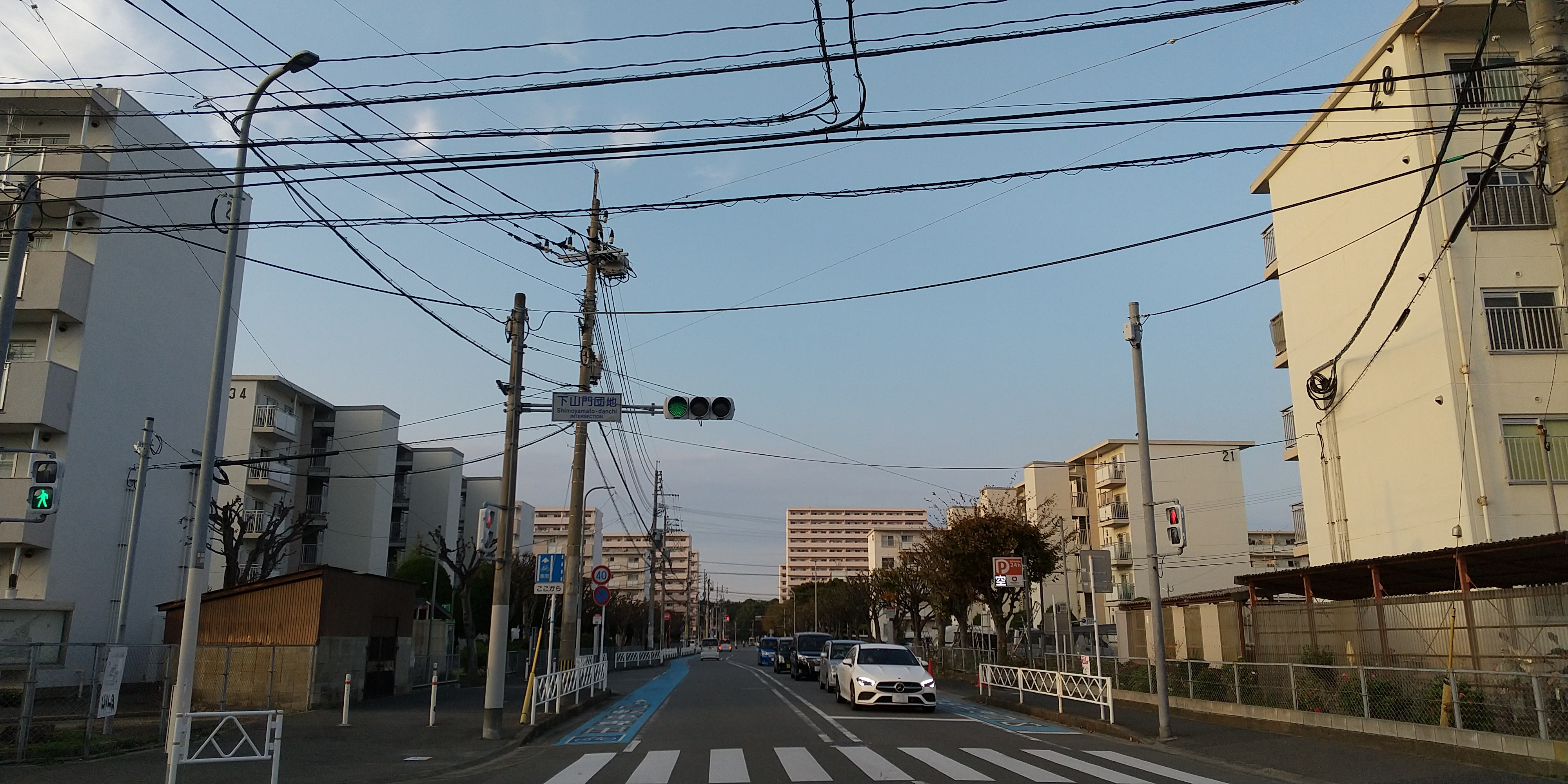
下山門598号線、下山門団地交差点の北側
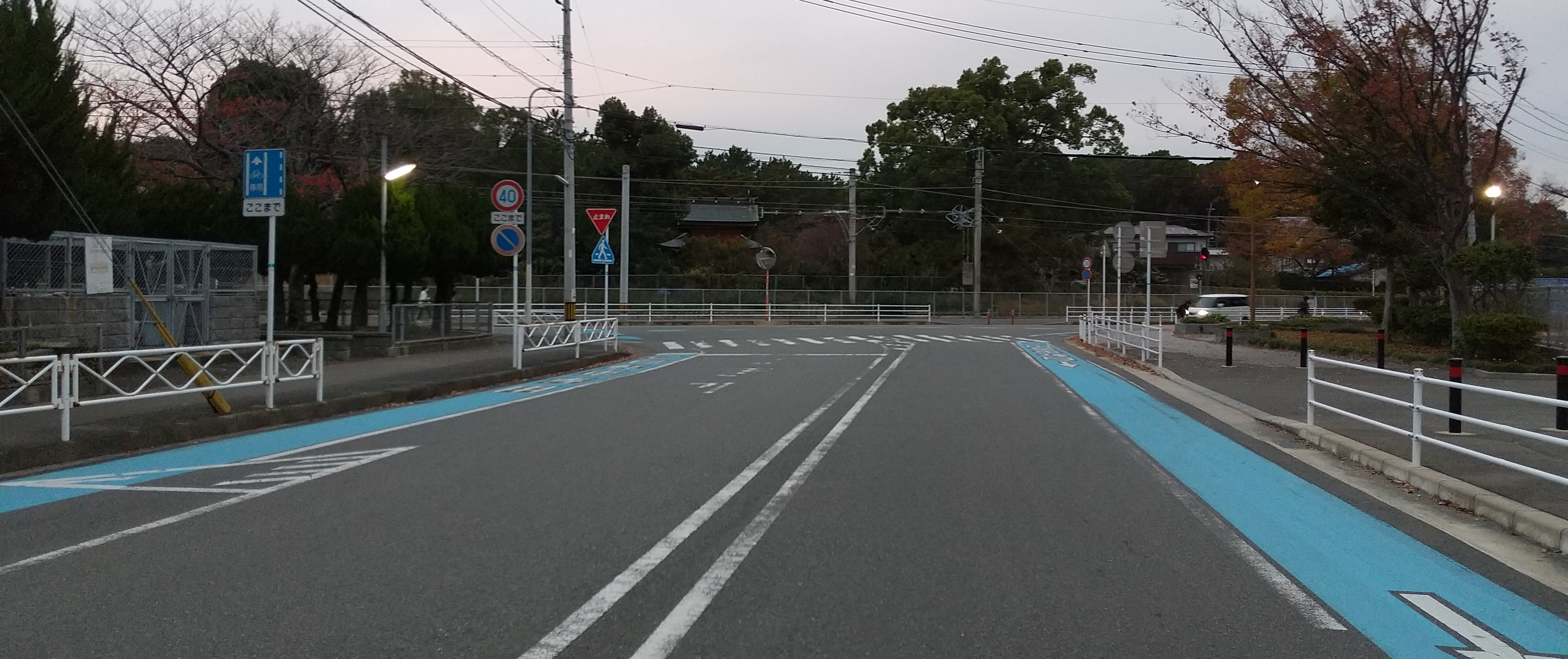
下山門598号線の北部と壱岐神社本殿の眺め（下山門団地及び生の松原一丁目）

### 鉄道
鉄道については、九州旅客鉄道 （JR九州）が運営する鉄道の筑肥線が町域の北東側に通っており、次の駅がある。
- 下山門駅 [注釈 1]

### バス
バスについては、西日本鉄道株式会社が運営する通称「西鉄バス 」が運行しており、最寄りの停留所は次の通り。
- 下山門1号線沿い：上山門二丁目
- 下山門598号線沿い：下山門団地入口、下山門団地、下山門駅入口

## 主な施設

### 公共・公益施設
- 福岡下山門団地郵便局[注釈 2]
- ひまわり保育園[注釈 3]

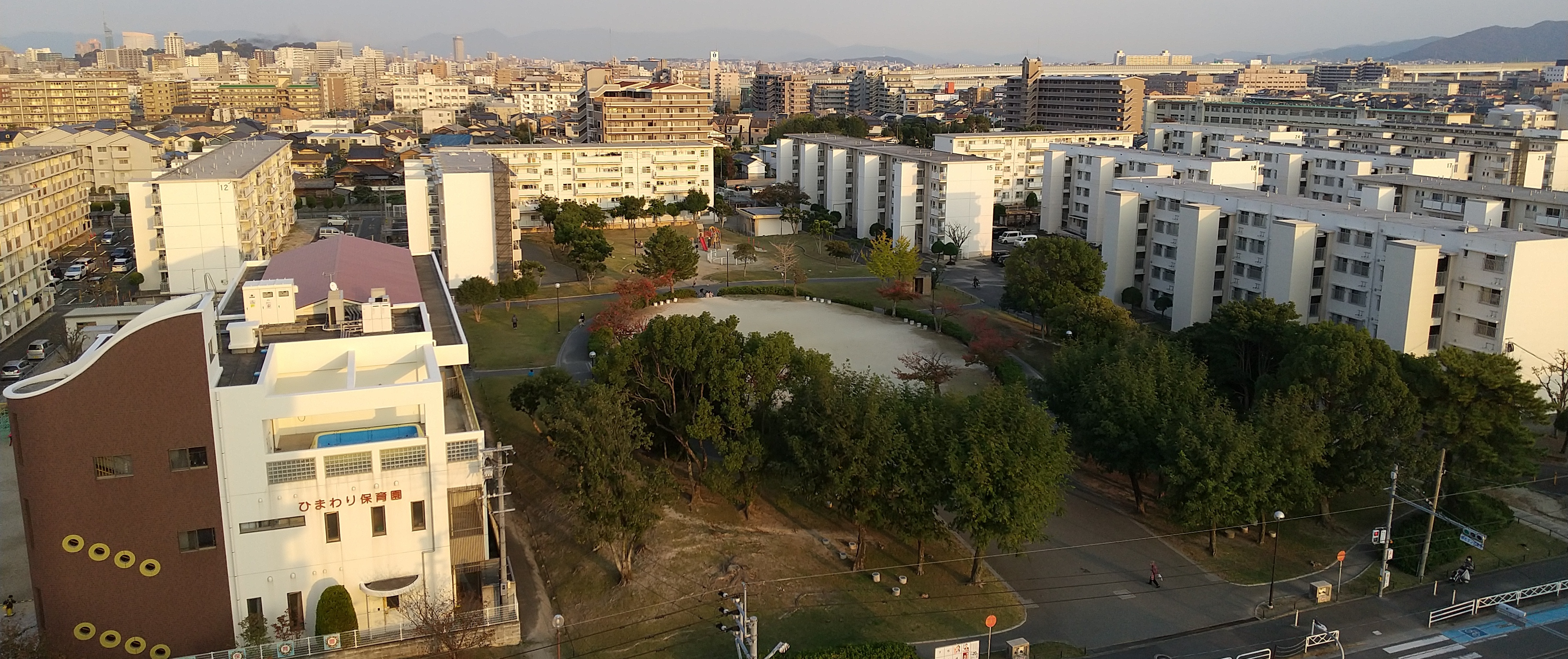
下山門中央公園[注釈 4]

主な公共・公益施設の写真
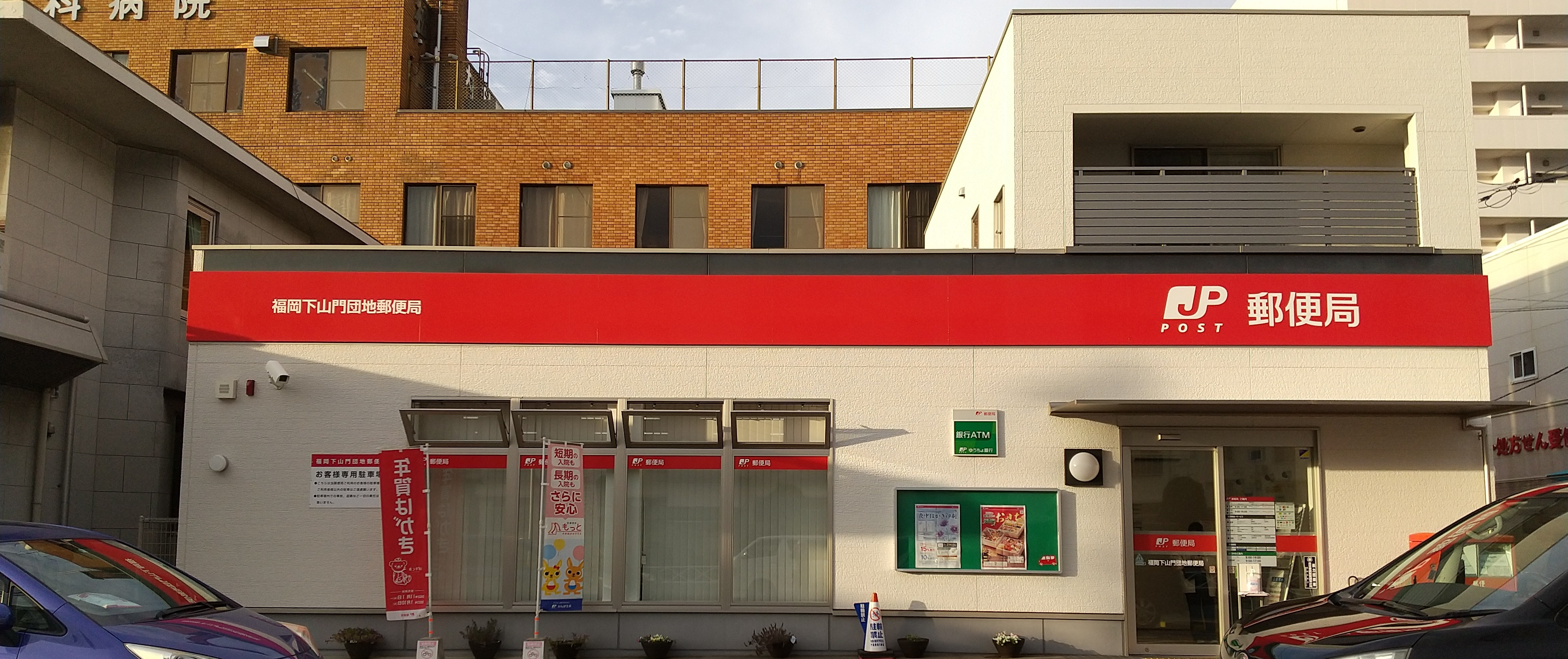
福岡下山門団地郵便局
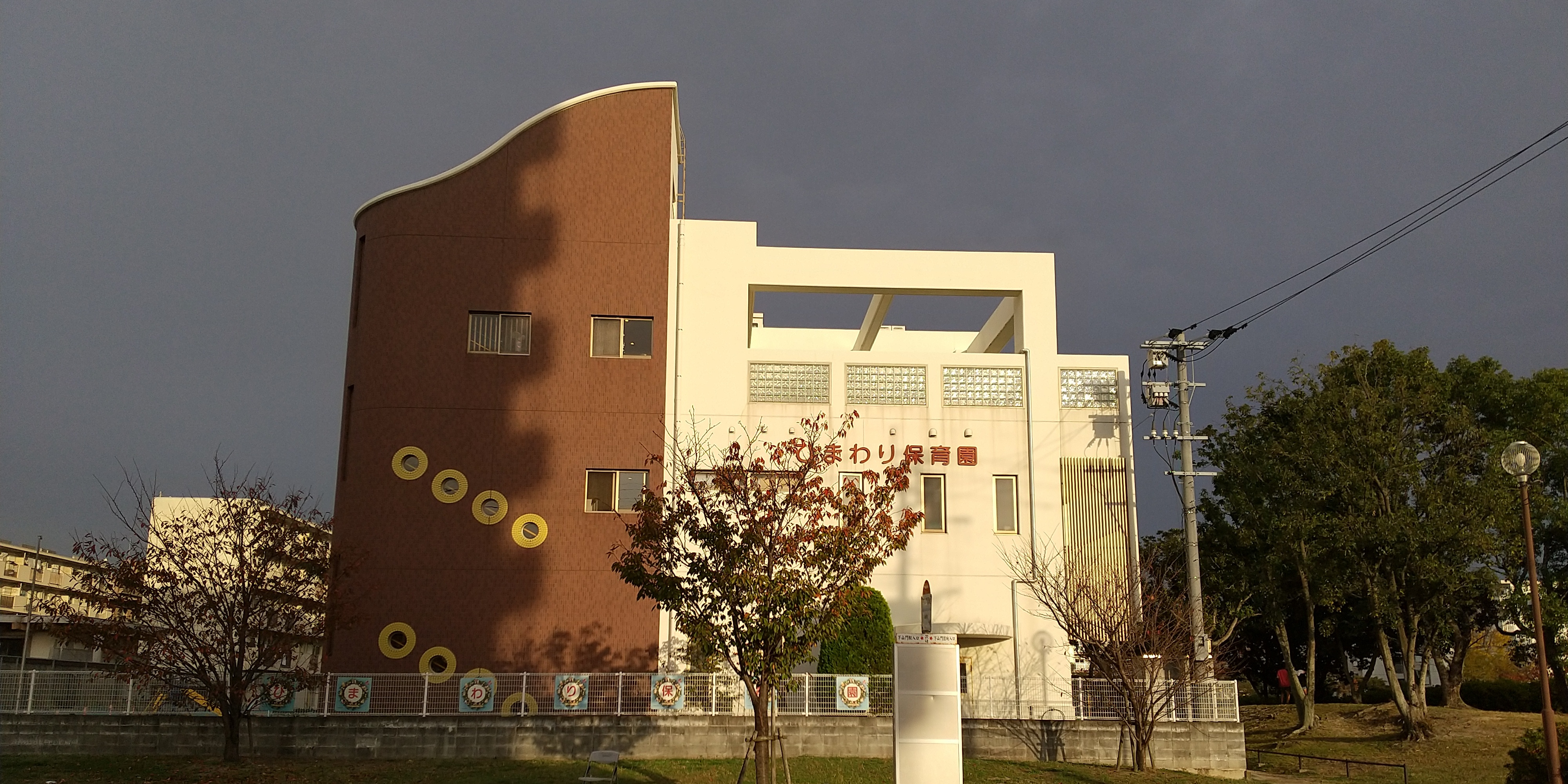
ひまわり保育園

- 下山門中央公園

### 教育施設
小・中学校については次の通り。
- 小学校
  - 下山門団地5番2号及び29番から79番まで：福岡市立西陵小学校 （生の松原三丁目9番2号） [注釈 5]
  - 下山門団地1番から28番まで（ただし、5番2号を除く）：福岡市立下山門小学校 （下山門四丁目15番1号） [注釈 6]
- 中学校
- 下山門団地5番2号及び29番から79番まで：福岡市立西陵中学校 （生の松原三丁目9番1号） [注釈 7]
  - 下山門団地1番から28番まで（ただし、5番2号を除く）：福岡市立下山門中学校 （下山門三丁目12番1号） [注釈 8]

### 商業施設
町内の中央部には次のスーパーマーケットのほか、商業施設が集まっている。
- スーパーバリューサングリン[注釈 9]

また、町域の南側に下山門1号線を挟んで隣接する上山門に多くの商業施設が建ち並び、商店街（「下山門商店会」）を形成している。

### 医療施設
次の病院のほか、複数の医療施設が町内にある。
- 松尾内科病院[注釈 10]

医療施設の写真
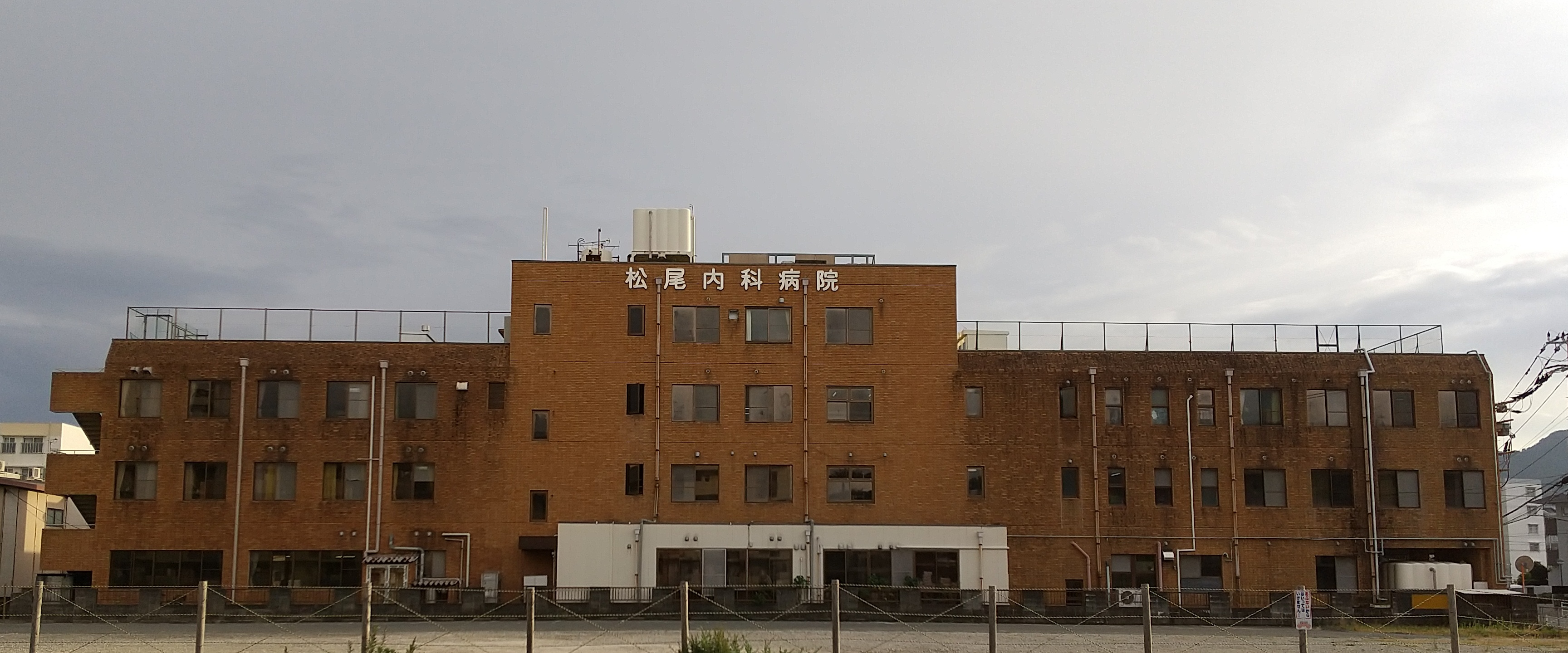
松尾内科病院

### 住宅
町内の主要な部分は公営住宅法に基づく「福岡市営下山門住宅」に占められる。現在（2022年11月現在）、55棟1,896戸の共同住宅及びその附帯施設等がある。

住宅の写真
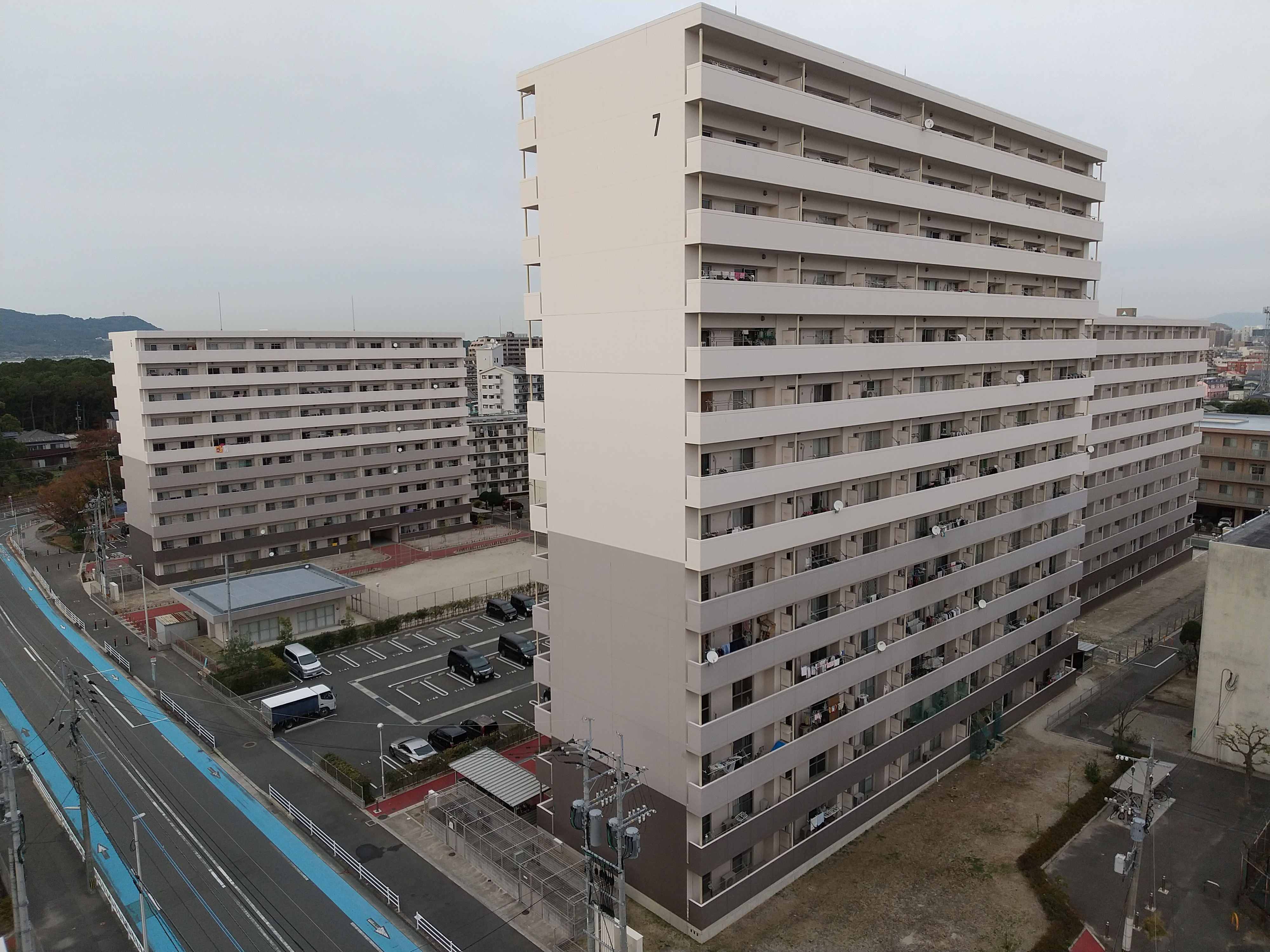
福岡市営下山門住宅7号棟
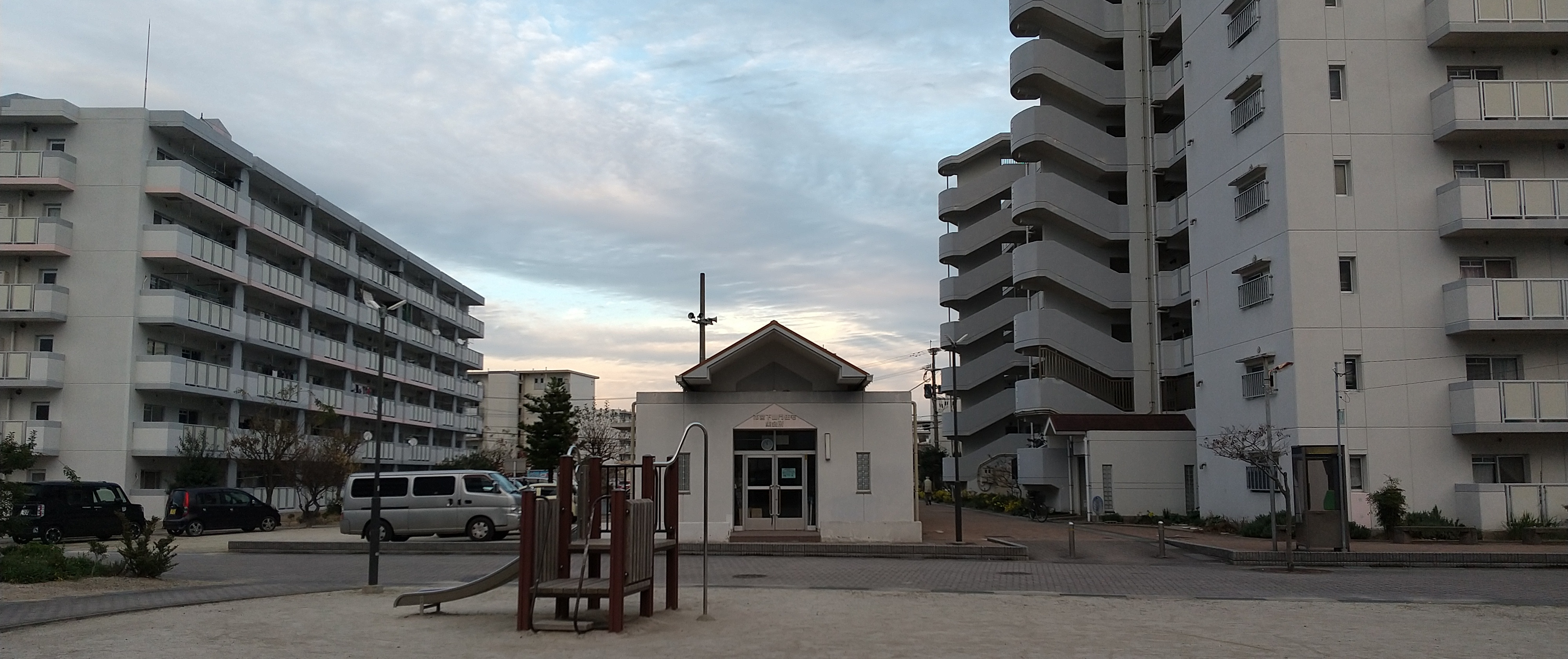
集会所（70号棟附近）